# 黄樟
黄樟（学名：Cinnamomum porrectum）是樟科樟属的植物。分布在印度尼西亚、巴基斯坦、印度、马来西亚以及中国大陆的四川、贵州、湖南、广东、福建、广西、云南、江西等地，生长于海拔600米至1,500米的地区，常生于常绿阔叶林或灌木丛中，目前尚未由人工引种栽培。

## 别名
樟木、南安、香湖、香喉、黄槁、山椒（海南） 假樟（广西防城） 油樟、大叶樟（江西） 樟脑树（云南勐海） 蒲香树（云南龙陵） 香樟、臭樟（云南思茅） 冰片树（云南勐遮） 梅崇、中折旺、中亥、中火光、中广、中俄、中民（云南西双版纳傣语）

## 异名
- Cinnamomum porrectum (Roxb.) Kosterm.